# Ngựa nước kiệu máu lạnh Scandinavia
Ngựa nước kiệu máu lạnh Scandinavia có thể thuộc một trong hai giống ngựa có liên quan và liên kết chặt chẽ với nhau: Norsk Kaldblodstraver (Ngựa nước kiệu máu lạnh Na Uy) và Svensk Kallblodstravare (Ngựa nước kiệu máu lạnh Thụy Điển). Ngựa nước kiệu máu lạnh Scandinavia, còn được biết đến rộng rãi trong các cơ quan đăng ký giống quốc tế là Ngựa kéo nước kiệu, là kết quả của việc lai giữa những con ngựa nhẹ và nhanh hơn với những con ngựa trang trại có nguồn gốc là ngựa máu lạnh, hoặc là ngựa Dølehest của Na Uy hoặc Ngựa Bắc Thụy Điển. Mặc dù những cá thể ngựa gựa nước kiệu máu lạnh Na Uy và Thụy Điển về cơ bản được coi là một giống duy nhất, hai sách về giống ngựa của hai quốc gia vẫn được duy trì và yêu cầu đăng ký khác nhau ở một số khía cạnh giữa hai nước.

## Đặc điểm
Chiều cao trung bình tính từ bả vai của ngựa giống này là 154 cm (15,1 hand) và tất cả các cá thể có chiều cao ít nhất 148 cm (14,2 hand). Màu hồng ngựa trong tất cả các biến thể của nó là màu lông phổ biến nhất, tiếp theo là màu hạt dẻ và đen.
Ngựa nước kiệu máu lạnh Scandinavia có đầu tương đối nhỏ và vuông với lỗ mũi lớn. Giống ngựa này rất phù hợp với điều kiện lạnh tại Scandanivia, và nó có thể phát triển một lượng lớn lông mùa đông, do đó ít có nhu cầu đắp chăn vào mùa đông. So với ngựa giống tiêu chuẩn, giống ngựa này có kích thước nhỏ hơn, nặng hơn và nhỏ gọn hơn trong cấu trúc hình thể. Nó không nhanh như ngựa giống tiêu chuẩn. Ngựa giống này hầu hết được nhân giống ở Na Uy và Thụy Điển. Ngựa nước kiệu máu lạnh Scandinavia rất hiếm khi được tìm thấy bên ngoài các quốc gia Bắc Âu.